# Alhamdoelillah
Alhamdoelillah (ٱلْحَمْدُ لِلَّٰهِ) is een uitdrukking in het Arabisch die "Alle lof zij aan Allah (God)" betekent. De uitdrukking is vergelijkbaar met Haleloe Yah in het Hebreeuws en Soli Deo gloria in het Latijn.

## Samenstelling
De uitdrukking "alhamdoelillah" bestaat uit de volgende delen:
- Al (ٱلْـ) - De
- Hamd-oe (حَمْدُ) - Eer/Glorie/Dank - onvertaalbaar door de vele nuances
- li (لِـ) - voorzetsel - Voor/Aan/Behorende tot
- Allah (ٱللَّٰه) - God

## Oorsprong
De uitdrukking "alhamdoelillah" vindt men in de Koran. De uitdrukking komt het eerst voor in het eerste aya van soera De Opening, de eerste soera.

## Betekenis
"Alhamdoelillah" betekent in het dagelijks taalgebruik "Dank aan God" of "God zij dank".
De betekenis en diepzinnige verklaring van de uitspraak waren het onderwerp van veel tafsir en duiding.
De uitdrukking houdt onder andere in dat al dat men prijst, verheerlijkt of waaraan men dank betoont, zelf in feite slechts dankzij de oneindige genade en goedheid van God in staat is om iets te bereiken.
Alhamdoelillah moet men in beginsel uitspreken met een diep bewustzijn van liefde en bewondering van de macht, glorie en genade van God. In de praktijk is dit in de Arabische landen echter niet altijd het geval, omdat men "alhamdoelillah" zeer veel in de dagelijkse omgangstaal gebruikt en daarbij niet altijd zeer religieuze gedachten bij heeft.
In feite kan men dit eerder profane gebruik goed vergelijken met het gebruik van "Goddank" of "God zij dank" in de dagelijkse Nederlandse omgangstaal.
Voor een beter begrip van de betekenis is het belangrijk te weten men in de islam met God verschillende categorieën kwaliteiten associeert. Eén categorie omvat de kwaliteiten die God noodzakelijk bezit op grond van Zijn Almachtigheid, zoals "de Alziende" en "de Alhorende". Er zijn echter ook kwaliteiten die God niet hoeft te bezitten, maar die Hij gekozen heeft op grond van Zijn genade.
Enkele van de 99 Schone Namen van God zijn:
- Al-Wadoed (de Liefhebbende)
- Ar-Rahman (de Erbarmer)
- Ar-Rahim (de Barmhartige)
- Al-Karim (de Goedgevige)
- Al-Ghafoer (de Vergevende)
- As-Salaam (de Vrede)

De uitdrukking "alhamdoelillah" wenst men God juist ook expliciet te danken voor deze door God gekozen kwaliteiten.

## Gebruik
De uitdrukking "alhamdoelillah" is vooral in gebruik bij moslims vanwege de centrale plaats die deze specifieke uitdrukking inneemt in de teksten van de Koran en in de woorden van Mohammed. Echter, ook Arabischsprekende joden en christenen gebruiken de uitdrukking.
Moslims en andere Arabisch sprekenden gebruiken de uitdrukking zo dikwijls dat het vierlettergrepige werkwoord "hamdala" "حمدل" ontstond, dat "alhamdoelillah uitspreken" betekent. Er aan gekoppeld bestaat het zelfstandig naamwoord "hamdalah" "حمدلة", dat 'het uitspreken van "alhamdoelillah' benoemt.
In de islam gebruikt men 'alhamdoelillah' in het algemeen elke keer als een moslim God de Almachtige wenst te prijzen.
Men gebruikt de uitdrukking onder andere ook in de volgende situaties:
"Hoe gaat het met u?" - standaardconversatie
"Kaifalhal?" of "Kaifik?"
"Alhamdoelillah" of "Bekhair, alhamdoelillah".
"Goed, dank aan God".
Na niezen
"Alhamdoe lillahi"
"Alle dank en lof zij aan God".
Wakker worden
"الحمد لله الذي أحيانا بعد مماتنا وإليه النشور""
"Alhamdoe lillahi allathie ahiana ba’da mamatina wa ilihi n-noeshoer."
Veel dank aan God die ons leven heeft gegeven na ons dood (slaap) gegeven te hebben en dat onze uiteindelijke terugkeer (op de Laatste Dag naar God is.
Als dankzegging na de maaltijd.

## Gerelateerde woorden
De drielettergrepige wortel H-m-d (ح م د), die "loven" betekent, kan men ook vinden in de namen Mohammed, Mahmud en Ahmed. Zo betekent "Mohammed" "Hij die men prijst". Het woord "Allah" stamt af van de antieke Semitische naam voor God, "El".